# Thyrophorella thomensis
Thyrophorella thomensis es una especie de molusco gasterópodo terrestre de la familia Thyrophorellidae en el orden de los Stylommatophora.

## Distribución geográfica
Es endémica de la isla de Santo Tomé (Santo Tomé y Príncipe).